# Штіукань
Штіукань, Штіукані (рум. Știucani) — село у повіті Горж в Румунії. Входить до складу комуни Слівілешть.
Село розташоване на відстані 246 км на захід від Бухареста, 29 км на південний захід від Тиргу-Жіу, 84 км на північний захід від Крайови.

## Населення
За даними перепису населення 2002 року у селі проживали 176 осіб, усі — румуни. Усі жителі села рідною мовою назвали румунську.